# Уктуз
Укту́з (рос. Уктуз) — село у складі Бердюзького району Тюменської області, Росія.
Населення — 757 осіб (2010, 842 у 2002).
Національний склад станом на 2002 рік:
- росіяни — 95 %